# John Walter Doberstein
John Walter Doberstein (24 de octubre de 1905 - 13 de octubre de 1965) fue un conocido pastor, profesor y teólogo luterano en los Estados Unidos. Escribió varios libros y tradujo a muchos teólogos alemanes de principio de siglo.
En 1927, se licenció en Artes en el Thiel College. En 1930, fue ordenado como ministro en la Iglesia Luterana. En 1932 comenzó a pastorear una iglesia en Filadelfia hasta 1938 que asumió como pastor principal en Norristown, Pensilvania. En 1943, obtuvo su doctorado en Letras en el Muhlenberg College donde también el mismo año fue nombrado jefe del departamento de religión, profesor y capellán hasta 1947. En 1947, fue nombrado profesor de teología pastoral y homilética del Seminario Teológico Luterano hasta su fallecimiento en 1965.
Doberstein nació el 24 de octubre de 1905 en Marinette, Wisconsin, en el seno de una familia numerosa. Su padre fue Herman Doberstein y su madre Anna (Krah) Doberstein ambos de ascendencia germana. Por este motivo John como sus hermanos manejaban a la perfección tanto el inglés como el alemán. Se dice que su padre heredo el amor por biblia y de su madre lo artístico. Por este motivo su primera incursión fue en el Thiel College donde se licenció. Pero su amor por predicar lo llevó a ser ordenado ministro a los 25 años. Desde temprana edad le gustaba leer mucho la biblia y comparar los textos bíblicos, por lo que estudió Letras en el Muhlenber College. En 1932 se casó con Helen Jacobs Sheare con quien tuvo dos hijos; Anne Downing Doberstein y John Walter Doberstein (hijo).

## Publicaciones
Además de hablar con frecuencia ante muchas audiencias, John Doberstein varios libros, artículos, boletines e himnos.
- On Wings of Healing, 1942
- The Ministers Prayer Book, 1960
- We Bow Our Heads, 1949

También fue traductor del alemán, incluidos Henry Melchior Muhlenberg, Martín Lutero, Dietrich Bonhoeffer, Helmut Thielicke entre otros. Uno de sus grandes aportes fue el hecho de que todas las obras traducidas fueron publicadas como obras de dominio público bajo la célebre frase: –debemos dar por gracia lo que por gracia recibimos.
- Man in God's World (1963) por Helmut Thielicke - Traducido en (1963)
- Nihilism: Its Origin and Nature - With a Christian Answer (1961) Helmut Thielicke - Traducido en (1961)
- The Waiting Father: Sermons on the Parables of Jesus (1958) Helmut Thielicke - Traducido en (1959)
- Encounter with Spurgeon (1962) Helmut Thielicke - Traducido en (1963)
- How the World Began: Man in the First Chapters of the Bible  (1960) Helmut Thielicke - Traducido en (1961)
- The Ethics of Sex (1964) Helmut Thielicke - Traducido en (1964)
- The Freedom of the Christian Man: A Christian Confrontation with the Secular Gods (1963) Helmut Thielicke - Traducido en (1963)
- Christ and the Meaning of Life: A Book of Sermons and Meditations (1961) Helmut Thielicke - Traducido en (1962)
- Our Heavenly Father: Sermons on the Lord's Prayer (1960)  Helmut Thielicke - Traducido en (1960)
- Life Can Begin Again: Sermons on the Sermon on the Mount (1958)  Helmut Thielicke - Traducido en (1964)
- Between Heaven and Earth: Conversations with American Christians (1965) Helmut Thielicke - Traducido en (1965)
- The Journals of Henry Melchior Muhlenberg - Traducido y editado (1942)
- Life Together (1939) Dietrich Bonhoeffer - Traducido en (1954)
- The Cost of Discipleship (1937) Dietrich Bonhoeffer - Traducido en (1951)
- Road to reformation (1943) Heinrich Boehmer Traducido en (1963)